# Corte Palazzina
Corte Palazzina è uno storico edificio di Castel Goffredo, in provincia di Mantova.

## Storia e descrizione
Un tempo chiamata anche Palazzo Tosani, venne edificata probabilmente nella prima metà del Cinquecento ed è situata alle porte della città provenendo da nord, immersa nella campagna.
Proprietario della corte fu Giuseppe Acerbi, esploratore e console in Egitto, che verso il 1820 impiantò nella tenuta a scopi scientifici circa 1.500 tipi di vite, riscoprendo le sue doti di botanico e naturalista.
Nel 1832 fece pervenire dall'antica città di Siene, in Egitto, due leontocefale di sienite, che vennero poste ad ornamento della porta di ingresso dell'edificio.

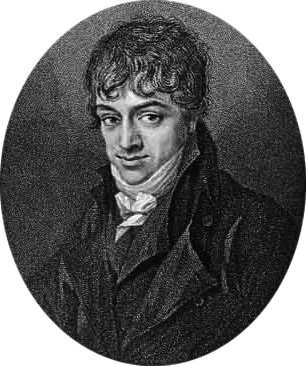
Ritratto di Giuseppe Acerbi

Intorno al 1840 iniziò assieme alle nipoti Marianna ed Annunziata, figlie di Francesco Acerbi, anche la coltura del baco da seta su scala industriale, Questa iniziativa, in competizione con quella iniziata nello stesso periodo da Bartolomeo Riva, fu l'embrione del futuro distretto tessile, che ha reso Castel Goffredo famosa nel mondo come la “città della calza”.